# La Brigade du bruit

La Brigade du bruit est un film français réalisé par Louis Mercanton et sorti en 1931.

## Fiche technique
Source IMDb
- Réalisation :Louis Mercanton
- Scénario : Paul Colline
- Production : Paramount Pictures[2]
- Musique : Calabreze
- Format : court métrage - 35 mm - noir et blanc - son mono - 1,37: 1
- Longueur de la pellicule : 220 mètres
- Date de sortie :
  - France : 1931

## Distribution
Source IMDb
- Noël-Noël
- Paul Colline
- Yvonne Hébert